# Эммонс, Теренс
Те́ренс Э́ммонс (англ. Terence Emmons) — американский историк-русист, специалист по истории русского либерализма. Доктор философии по истории, профессор-эмерит Стэнфордского университета.
Почётный профессор МГУ (2005), почётный доктор РАН.
Исследователь истории России, основатель собственной школы в американской русистике. 26 его учеников являются профессорами многих университетов США.
Ученик П. А. Зайончковского (Россия) и М. Малиа (США).
В 1962-1964 годах учился в СССР.
Член попечительского совета стэнфордского Института Гувера. Курирует российско-американские архивные проекты.
Женат на француженке Виктории.